# مایکل اشتاینبرگ (منتقد موسیقی)
مایکل اشتاینبرگ (انگلیسی: Michael Steinberg; ۴ اکتبر ۱۹۲۸ – ۲۶ ژوئیهٔ ۲۰۰۹) مربی موسیقی، و روزنامه‌نگار اهل ایالات متحده آمریکا بود.
وی همچنین برندهٔ جوایزی همچون برنامه فولبرایت شده‌است.